# Maisonnay
Maisonnay är en kommun i departementet Deux-Sèvres i regionen Nouvelle-Aquitaine i västra Frankrike. Kommunen ligger i kantonen Melle som tillhör arrondissementet Niort. År 2022 hade Maisonnay 250 invånare.

## Befolkningsutveckling
Antalet invånare i kommunen Maisonnay
| Referens: INSEE |